# (19081) Mravinskij
(19081) Mravinskij (1973 SX2) – planetoida z pasa głównego asteroid okrążająca Słońce w ciągu 4 lat i 43 dni w średniej odległości 2,57 j.a. Została odkryta 22 września 1973 roku.